# Christian von Richthofen
Christian von Richthofen (né le 23 décembre 1955 à Steinbach (Taunus)) est un humoriste et musicien allemand.

## Biographie
Christian von Richthofen vient de la famille Richthofen. Il est le troisième des quatre enfants du premier mariage de Volkmar von Richthofen, commis industriel et pédagogue, avec le naturopathe Hildgund Kinzel.
Von Richthofen suit une formation de percussionniste à la Hochschule für Musik und Theater Hamburg et travaille depuis 1979 avec divers groupes et musiciens, tels que Marianne Rosenberg.
De plus, il entame en même temps une carrière d'acteur. Il joue notamment au Jugendtheater de Kiel ou au Burgtheater à Vienne. À la télévision, il fait beaucoup de figurations. Sa seule participation à un film est Deutschfieber en 1992.
En 1987, avec les Einstürzende Neubauten, groupe de musique bruitiste, Richthofen participe comme musicien à la revue Andi de Peter Zadek au Deutsches Schauspielhaus.
Il se fait connaître en 1992 avec le spectacle Auto Auto!, écrit avec le musicien Stefan Gwildis, où il détruit une auto sur la scène. Il donne ce spectacle hors des pays germanophones. En 2012, il se présente à Das Supertalent avec un numéro inspiré de ce spectacle.
Il participe sous le pseudonyme de Fokker à la sélection de l'Allemagne au Concours Eurovision de la chanson 1998 avec Gel-Song (Kleine Melodie), une chanson produite par Annette Humpe, où il prend la quatrième place.
En 2019, il collabore avec le big band de Hendrik Schwolow pour interpréter notamment des chansons de Frank Sinatra.